# Esada
Esada je žensko osebno ime.

## Izpeljanke imena
- moška oblika: Esad
- ženska oblika: Esadeta

## Izvor imena
Ime Esada je ženska oblika imena Esad.

## Pogostost imena
Po podatkih Statističnega urada Republike Slovenije je bilo na dan 31. decembra 2007 v Sloveniji 24 oseb z imenom Esada.